# Polyblastus pumilus
Polyblastus pumilus là một loài tò vò trong họ Ichneumonidae.